# マクローリンの不等式
マクローリンの不等式（マクローリンのふとうしき、英: Maclaurin's inequality）は 、相加相乗平均の不等式を改良した不等式。マクローリンの名をとって命名された。

## 定義
a1, a2, …, an を正の実数とし、k = 1, 2, …, n に対して平均 Sk を次で定義する：
{\displaystyle S_{k}={\frac {\textstyle \sum \limits _{1\leq i_{1}<\cdots <i_{k}\leq n}a_{i_{1}}a_{i_{2}}\cdots a_{i_{k}}}{\displaystyle {n \choose k}}}.}
分子は、n個の変数 a1, a2, …, an を用いて作られる k次の基本対称式である。つまり変数 a1, a2, …, an の指数の合計が k であり、変数が添字の昇順に並ぶようなものである。一方、分母は二項係数 {\displaystyle \scriptstyle {n \choose k}} で、各 k に対する分子の基本対称式の項数を表す。
マクローリンの不等式はこの Sk に関するもので、以下の不等式で与えられる：
{\displaystyle S_{1}\geq {\sqrt {S_{2}}}\geq {\sqrt[{3}]{S_{3}}}\geq \cdots \geq {\sqrt[{n}]{S_{n}}}}
等号が成立するのは、全ての ai が等しいときで、しかもその時に限る。

## 例
n = 2 のときには、マクローリンの不等式は2変数に対する相加相乗平均の不等式になる。 マクローリンの不等式が具体的にどのような不等式を与えるかが分かりやすい例として、n = 4 の場合を挙げる:
{\displaystyle {\begin{aligned}&\quad {\frac {a_{1}+a_{2}+a_{3}+a_{4}}{4}}\\[8pt]&\geq {\sqrt {\frac {a_{1}a_{2}+a_{1}a_{3}+a_{1}a_{4}+a_{2}a_{3}+a_{2}a_{4}+a_{3}a_{4}}{6}}}\\[8pt]&\geq {\sqrt[{3}]{\frac {a_{1}a_{2}a_{3}+a_{1}a_{2}a_{4}+a_{1}a_{3}a_{4}+a_{2}a_{3}a_{4}}{4}}}\\[8pt]&\geq {\sqrt[{4}]{a_{1}a_{2}a_{3}a_{4}}}.\end{aligned}}}
マクローリンの不等式は、ニュートンの不等式を用いて証明することができる。